# Katholieke Kerk in Bolivia

Bolivië

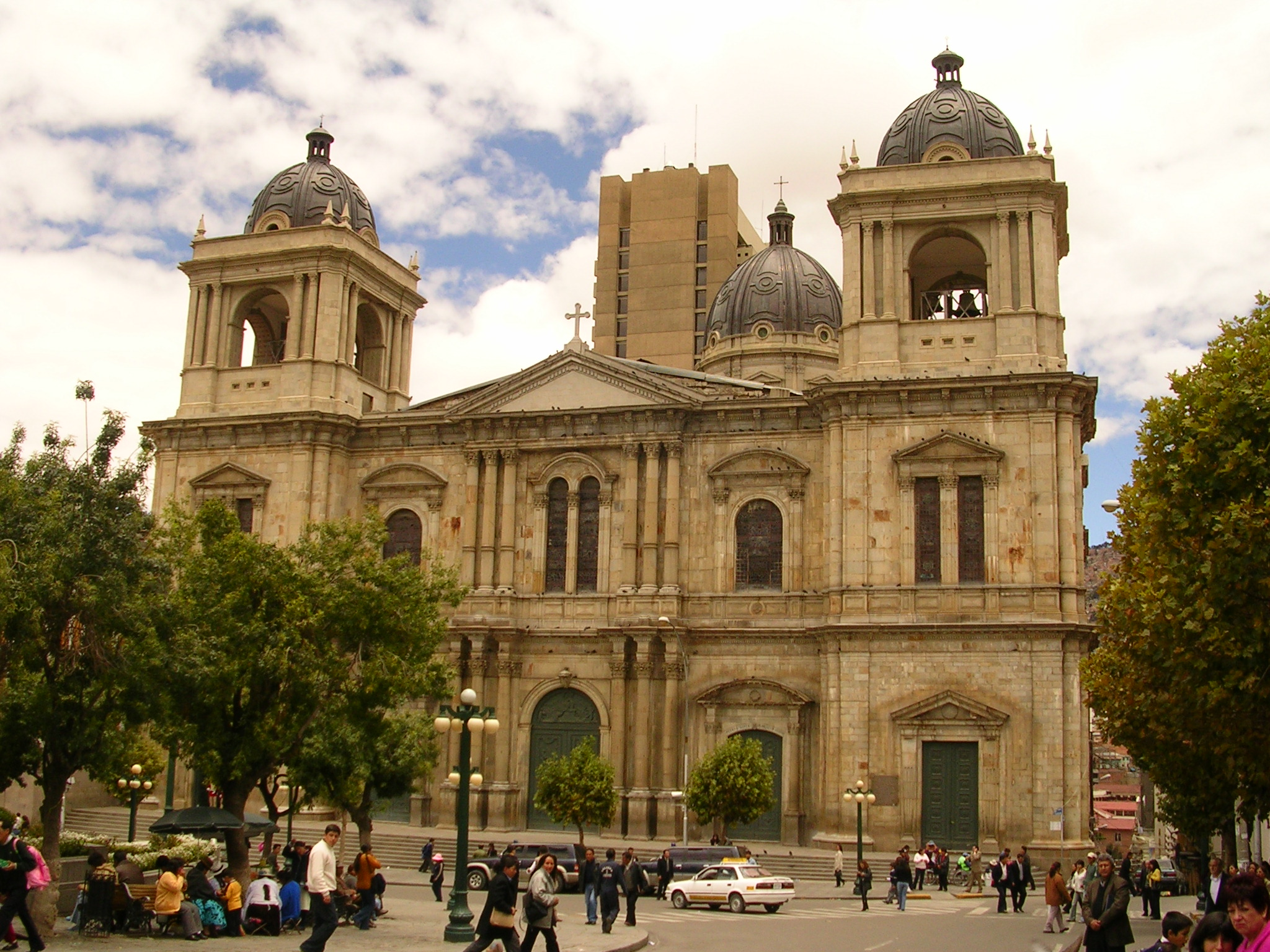
Kathedraal van La Paz

De Katholieke Kerk in Bolivia is een onderdeel van de wereldwijde Katholieke Kerk, onder het geestelijk leiderschap van de paus en de curie in Rome.
De overgrote meerderheid van de bevolking (85 à 95 %) is katholiek. De Katholieke Kerk is staatskerk in Bolivia. Binnen de Indiaanse gemeenschappen is er nog een inlvoed van de oorspronkelijke precolumbiaanse religieuze praktijken.
Bolivia bestaat uit 10 bisdommen, waaronder 4 aartsbisdommen, twee territoriale prelaturen, vijf apostolische vicariaten en een militair ordinariaat. De bisdommen en territoriale prelaturen zijn verspreid over 4 kerkprovincies. De apostolische vicariaten en het militair ordinariaat vallen direct onder de Heilige Stoel. De bisschoppen zijn lid van de bisschoppenconferentie van Bolivia. President van de bisschoppenconferentie is Ricardo Ernesto Centellas Guzmán. Verder is men lid van de Consejo Episcopal Latinoamericano.
Apostolisch nuntius voor Bolivia is aartsbisschop Fermín Emilio Sosa Rodríguez.
Bolivia heeft eenmaal een bezoek gehad van een paus. Paus Johannes Paulus II bezocht het land in mei 1988.

## Bisdommen
| - Aartsbisdom - Bisdom |

- Cochabamba
  - Oruro
  - Aiquile (Territoriale prelatuur)
- La Paz
  - Coroico
  - El Alto
  - Corocoro (Territoriale prelatuur)
- Santa Cruz de la Sierra
  - San Ignacio de Velasco
- Sucre
  - Potosí
  - Tarija
- Direct onder de Heilige Stoel
  - Apostolisch vicariaat Camiri
  - Apostolisch vicariaat El Beni o Beni
  - Apostolisch vicariaat Ñuflo de Chávez
  - Apostolisch vicariaat Pando
  - Apostolisch vicariaat Reyes
  - Militair ordinariaat

## Nuntius
- Apostolisch internuntius
  - Aartsbisschop Rodolfo Caroli (28 april 1917 - 25 januari 1921)
  - Aartsbisschop Tito Trocchi (mei 1921 - 1925)
- Apostolisch nuntius
  - Aartsbisschop Gaetano Cicognani (11 januari 1925 - 15 juni 1928, later kardinaal)
  - Aartsbisschop Carlo Chiarlo (12 november 1928 - 7 januari 1932, later kardinaal)
  - Aartsbisschop Luigi Centoz (28 januari 1932 - 14 september 1936)
  - Aartsbisschop Federico Lunardi (16 november 1936 - 31 oktober 1938)
  - Aartsbisschop Egidio Lari (1939 - 1945)
  - Aartsbisschop Giuseppe Burzio (2 mei 1946 - 18 december 1950)
  - Aartsbisschop Sergio Pignedoli (22 december 1950 - 19 oktober 1954, later kardinaal)
  - Aartsbisschop Umberto Mozzoni (13 november 1954 - 20 september 1958, later kardinaal)
  - Aartsbisschop Carmine Rocco (januari 1959 - 16 september 1967)
  - Aartsbisschop Giovanni Gravelli (24 december 1967 - 7 juli 1973)
  - Aartsbisschop Giuseppe Laigueglia (3 augustus 1973 - 20 januari 1979)
  - Aartsbisschop Alfio Rapisarda (22 april 1979 - 29 januari 1985)
  - Aartsbisschop Santos Abril y Castelló (29 april 1985 - 2 oktober 1989, later kardinaal)
  - Aartsbisschop Giovanni Tonucci (21 oktober 1989 - 9 maart 1996)
  - Aartsbisschop Rino Passigato (18 maart 1996 - 17 juli 1999)
  - Aartsbisschop Józef Wesołowski (3 november 1999 - 16 februari 2002)
  - Aartsbisschop Ivo Scapolo (26 maart 2002 - 17 januari 2008)
  - Aartsbisschop Luciano Suriani (22 februari 2008 - 21 november 2008)
  - Aartsbisschop Giambattista Diquattro (21 november 2008 - 21 januari 2017)
  - Aartsbisschop Angelo Accattino (12 september 2017 - 2 januari 2023)
  - Aartsbisschop Fermín Emilio Sosa Rodríguez (17 november 2023 - heden)